# Caen Athlétic Club
Le Caen Athlétic Club est un club d'athlétisme situé en Basse-Normandie.
Il compte aujourd’hui[Quand ?] plus de 850 licenciés.

## Histoire
Le club est né en juillet 1999, reconnu par la Fédération Française d'athlétisme qu'en Novembre 1999.
Naissance d'un club unique d'Athlétisme, du regroupement  du Stade Malherbe Athlétic Caen et de la section d'Athlétisme des Cheminots Caennais.
L'ASPM Caen (association sportive du personnel municipal de Caen) s'était déjà regroupait avec les Cheminot (USCC) en septembre 1977